# Pärlemorkägelnäbb
Pärlemorkägelnäbb (Conirostrum margaritae) är en fågel i familjen tangaror inom ordningen tättingar.

## Utseende och läte
Pärlemorkägelnäbben är en 11,5 cm lång tätting med ljust blågrå ovansida och ljusare gråvit undersida, på buk och undergump smutsvit. Liksom andra kägelnäbbar har den en mörk, vass och nedåtböjd näbb. Ögat är ljust, från ljusskär till rödrosa, medan benen är skäraktigt till ljust skärbruna. Den är mycket lik blågrå kägelnäbb, men är något ljusare grå ovan och saknar beigebruna toner under. 
Sången består av en snabb och mer än 15 sekunder lång serie ljusa och gnissliga tjippande toner, snabbare och längre än sången hos blågrå kägelnäbb. Lätena är svaga och drunknar lätt, bland annat ljusa "teep" och "ti-ti-ti".

## Utbredning och systematik
Fågeln förekommer från tropiska nordöstra Peru (Loreto) till västra delstaten Amazonas i Brasilien och till näraliggande delar av Bolivia. Den behandlas som monotypisk, det vill säga att den inte delas in i några underarter.

### Familjetillhörighet
Kägelnäbbarna har tidigare placerats i familjen skogssångare.. Genetiska studier visar dock att de är en del av tangarorna.

## Status
Pärlemorkägelnäbben har ett stort utbredningsområde, men baserat på en modell av Amazonområdets avskogning tros den minska relativt kraftigt i antal. IUCN kategoriserar arten som sårbar.

## Namn
Fågelns svenska och vetenskapliga artnamn hedrar Margaret Hall Holt (född Lander 1894), gift med amerikanska ornitologen Ernest G. Holt.